# Westmorland (Nouvelle-Zélande)
Westmorland est une banlieue externe de la cité de Christchurch, située dans l’île du Sud de la Nouvelle-Zélande.

## Situation
Elle est essentiellement développée sur les collines et constitue une extension récente de la ville datant de la fin des années 1970. 
Elle est d’ailleurs toujours en développement, avec la fin du secteur de «Pentonville Close», qui a été récemment habité avec des maisons de famille, modernes, typiques de la classe moyenne voir de la Classe moyenne supérieure  des néo-zélandais, formées de façon prédominante avec des bungalows fonctionnels appelés «Worsley Estate». 
Il y a une route à proximité qui s’appelle justement 'Worsleys Road'. 
Toutefois, cela n’a pas de rapport avec elle car elle n’était par reliée au « Worsley Estate » à cette époque. 
Actuellement il y a un grand nombre de développement en cours vers le sommet de la colline, sous le nom de «Westmorland Heights». 
Ce sera l’étape finale du développement de la banlieue de Westmorland et on espère qu’il sera complet vers 2020, ajoutant ainsi 250 maisons à la banlieue de Westmorland.